# Doreen Valiente
Doreen Valiente (Mitcham, Inglaterra, 4 de enero de 1922 - Brighton, Inglaterra, 1 de septiembre de 1999) fue miembro del aquelarre liderado por Gerald Gardner y sumamente importante durante la aparición pública de la Wicca y para todo el movimiento neopagano. Valiente era el apellido del segundo esposo de Doree, el combatiente exiliado republicano español Casimiro Valiente.

## Historia
Doreen Dominy, su nombre de nacimiento, era hija de padres cristianos, y desde temprana edad estuvo convencida de que poseía el poder para practicar la magia.
Durante la Segunda Guerra Mundial conoció a Joanis Vlachopolous, un marino mercante griego. Se casaron el 31 de enero de 1941, pero en junio de 1941 Joanis estaba sirviendo a bordo del "Pandias" cuando fue hundido por un submarino alemán; siendo declarado desaparecido en acción y presuntamente fallecido. Viuda, durante 1942 y 1943 Valiente tuvo varios trabajos de corta duración en Gales, que posiblemente fueron una tapadera de sus trabajos para la inteligencia militar. En 1943, fue trasladada a las oficinas del servicio de inteligencia en Berkeley Street, en la zona de Mayfair de Londres, donde estuvo involucrada en descodificación de mensajes. En Londres conoció y entabló relación con Casimiro Valiente, un español que había huido de la guerra civil española, donde había luchado del lado del Ejército Popular de la República antes de unirse más tarde a la Legión Extranjera Francesa, donde fue herido en las batallas de Narvik, desde donse fue evacuado a Inglaterra. Se casaron el 29 de mayo de 1944 en la Oficina de Registro de St Pancras. La pareja se mudó a Bournemouth, donde vivía entonces la madre de Doreen, y donde Casimiro trabajaba como cocinero. Valiente diría más tarde que tanto ella como su esposo padecieron comportamientos xenófobos después de la guerra, debido al origen de su marido.
Poco después de que Gerald Gardner afirmara y demostrara públicamente haber sido iniciado en un culto de brujería que había sobrevivido a las persecuciones y a la inquisición, se unió con Valiente en 1952. Doreen Valiente colaboró junto a Gardner en la creación de los rituales de la Wicca. Valiente se convirtió en suma sacerdotisa en 1953 y escribió un número de poemas para uso de los wiccanos y las wiccanas, incluyendo una nueva versión de Charge of the Goddess. También contribuyó a crear la Rede Wicca. Pero el creciente deseo de Gardner por publicar sobre el tema causó un conflicto con Doreen Valiente.  Cuando ella intentó controlarlo, Gardner repentinamente publicó las Wiccan Laws (Leyes Wicca) en 1957, cosa que Valiente no aceptó y terminaría provocando la ruptura entre ambos. Por esta razón, los cientos de grimorios y manuscritos de brujería ancestral que poseía Gardner, no pasaron a manos de Doreen, sino a la sacerdotisa Patricia Crowther. Valiente creó su propio coven y acabó uniéndose a Robert Cochrane, brujo del coven después de la muerte de Gardner.
En la década de los setenta Doreen Valiente publicó una serie de libros y gradualmente se convirtió en una de las líderes más influyentes y respetadas de la Wicca mereciendo un lugar en el Dictionary of National Biography.  Muy activa en la promoción de la brujería y el neopaganismo, puso especial énfasis en que el movimiento no tiene nada que ver con el satanismo y nunca buscó publicidad para sí misma.  
Enfrentada a los retos de los escépticos, Valiente proporcionó, con algún éxito, evidencia de las afirmaciones de Gerald Gardner acerca de su iniciación, identificando a Dorothy Clutterbuck en 1980, como la antigua bruja que llevó a cabo la iniciación de Gardner en un ensayo publicado en Eight Sabbats for Witches (Ocho sabbats para brujas) por Janet y Stewart Farrar. Valiente biographer Jonathan Tapsell described it as "one of Doreen's greatest known moments". Este libro quedó incompleto, ya que los símbolos sagrados de los Sabbats, quedaron en manos de Patricia Crowther, que si los hizo públicos en su libro "La tapa del Caldero".
El doctor Leo Ruickbie examinó su vida y contribución a la Wicca en su Witchcraft Out of the Shadows (Brujería fuera de las sombras).  De acuerdo a Ruickbie, Doreen Valiente fue la "madre de la brujería moderna", jugó un papel crucial reescribiendo muchos de los rituales originales de Gerald Gardner. Fue nombrada la reina de las brujas.